# Mariene ecoregio Straat Torres en Noordelijk Groot Barrièrerif
De Mariene ecoregio Straat Torres en Noordelijk Groot Barrièrerif (142) (Engels: Torres Strait and Northern Great Barrier Reef marine ecoregion) is een biogeografische regio en ligt in het westen van de Grote Oceaan in de Mariene provincie Noordoost-Australische Plat (33) in het Marien rijk Centrale Indo-Pacific. De mariene ecoregio is vastgesteld door het World Wide Fund for Nature en The Nature Conservancy en is vernoemd naar de Straat Torres en het Groot Barrièrerif.
In het zuiden grenst het gebied aan de mariene ecoregio Centraal en Zuidelijk Groot Barrièrerif (143), in het zuidoosten aan de mariene ecoregio Koraalzee (150), in het oosten aan de mariene ecoregio Zuidoostelijk Papoea-Nieuw-Guinea (137), in het noorden aan de mariene ecoregio Golf van Papoea (138), in het noordwesten aan de mariene ecoregio Arafurazee (139) en in het zuidwesten aan de mariene ecoregio Arnhemkust naar Golf van Carpentaria (140).

## Geografie
De mariene ecoregio ligt in het westen van de Grote Oceaan voor de noordoostkust van Australië en een stuk van de zuidkust in het zuidwesten van Papoea-Nieuw-Guinea. Het gebied ligt in de Straat Torres en de Koraalzee ten noorden en oosten van het Kaap York-schiereiland en strekt zich uit van de noordpunt van dit schiereiland tot de stad Cooktown. In het gebied bevindt zich het noordelijk deel van het Groot Barrièrerif.
Door het gebied stroomt de Noord-Queenslandstroom en de Golf van Papoeastroom, beide onderdeel van de Hirigyre.

## Biogeografie
Het gebied kent zeeleven dat houdt van tropische temperaturen.